# Britt Irvin
Brittney Elizabeth « Britt » Irvin est une actrice canadienne, née le 10 novembre 1984 à Vancouver, Colombie-Britannique (Canada).

## Filmographie

### Cinéma
- 1996 : L'Ange de Noël : Lilly Feagan
- 2007 : Hot Rod : Cathy
- 2007 : Normal : Melissa
- 2011 : Je te promets : Lena

### Télévision

#### Téléfilms
- 1996 : Panique en plein ciel (en) : Joany Baker
- 2000 : L'Ange du Stade : Laurel Everett
- 2000 : The Wednesday Woman : Mimi Davidson
- 2000 : Alerte Imminente : Maxine Bronty
- 2000 : Recherche Fiancée pour papa : Bridget Stanton
- 2002 : Wasted : Amy
- 2003 : Family Curse :  Miranda Walker
- 2003 : Thanksgiving Family Reunion : Twig Snider
- 2003 : The Great Upstanding Member : Bonnie
- 2004 : Have You Heard? Secret Central : Brynn Bailey
- 2004 : Jack : Maggie
- 2004 : The Book of Ruth : Daisy
- 2005 : L'enfer de glace: A.J. Carmichael
- 2007 : Revanche de femme : Stacy Herskowitz
- 2009 : Spectacular! : Amy
- 2010 : Père avant l'heure : Kathy Patton
- 2012 : La Guerre des cookies : Paige
- 2013 : Veux-tu toujours m'épouser ? : Stella
- 2013 : Régime fatal : Tina
- 2013 : Mystère à Glenwood : Celeste

#### Séries télévisées
- 1997 : Nilus the Sandman : Amy
- 1997 - 2001 : Au-delà du réel : Judith Wilder
- 1998 : Sleepwalkers : Chasseurs de rêves : Gail jeune
- 1998 : Night Man : Elizabeth
- 1998 : Little Men : Anthea Harding
- 1999 : Stargate SG-1 : Merrin
- 2000 : Cœurs rebelles : Jessica Merrick
- 2000 : Aux frontières de l'étrange : Jennifer
- 2000 : Inu-Yasha : Koharu
- 2001 : Beyond Belief : Fact or Fiction : Shay
- 2001 : 2gether, ze groupe : Jill Jillie Linus
- 2002 : Disparition : Nina Toth adolescente
- 2003 : Edgemont : Paige Leckie
- 2004 : The Days : Zanni Colter
- 2005 : The Road That Binds Us : Anne
- 2005 : Reefer Madness : The Arc-ettes
- 2006-2013 : Supernatural - 2 épisodes : Hell House (2006) - First Teenage Girl et Holy Terror (2013) - Muriel
- 2006 : Alice, I Think : Jane
- 2007 : George de la jungle : Ursula
- 2007 - 2008 : Aliens in America : Becky
- 2009 : The Assistants : Gillian
- 2009 : V : Haley Stark
- 2010 : Life Unexpected : Tracy
- 2010 : Smallville : Courtney Whitmore / Stargirl
- 2015 :iZombie : Mort sur les ondes : Kaley Taylor (saison 1 épisode 8)
- depuis 2016 : Chesapeake Shores : Danielle Clayman (personnage récurrent)

## Doublage

### Télévision
- 1999 : Sabrina :
- 1999 : Earth Girl Arjuna : Cindy Klein
- 2001 - 2002 : Mary-Kate and Ashley in action :
- 2003 : X-Men: Evolution : X23

### Cinéma
- 2002 : Madeline et le Roi : Danielle
- 2003 : Scary Godmother Halloween Spooktakular : Katie
- 2005 : Scary Godmother : The Revenge of Jimmy : Katie
- 2007 : Bratz: Super Babyz : Jade
- 2008 : The Nutty Professor : Polly
- 2010 : Barbie et la Magie de la mode : Raquelle
- 2011 : Barbie : le Secret des fées : Raquelle
- 2012 : Barbie et le Secret des sirènes 2 : ambassadrice Mirabella
- 2014 : Barbie et la Porte secrète : Jenna
- 2015 : Barbie en super princesse : Corinne